# Congo-Brazzaville op de Olympische Zomerspelen 1984
Congo-Brazzaville nam deel aan de Olympische Zomerspelen 1984 in Los Angeles, Verenigde Staten. 

## Deelnemers en resultaten per onderdeel

### Atletiek
| Olympiër                                                             | Discipline             | Resultaat | Prestatie                                          |
| -------------------------------------------------------------------- | ---------------------- | --------- | -------------------------------------------------- |
| Henri Ndinga                                                         | 100m (m)               | 41e       | serie 3: 4de in 10,66                              |
| Antoine Kiakouama                                                    | 200m (m)               | 43e       | serie 5: 7de in 21,64                              |
| Jean-Didiace Bémou                                                   | 400m (m)               | 46e       | serie 4: 5de in 47,26                              |
| Emmanuel M'Pioh                                                      | 3000m steeplechase (m) | 32e       | serie 1: 11de in 9.05,58 (NR)                      |
| Jean-Didiace Bémou Antoine Kiakouama Henri Ndinga Theophile Nkounkou | 4x100m (m)             | 18e       | serie 3: 6de in 40,74                              |
|                                                                      |                        |           |                                                    |
| Françoise M'Pika                                                     | 100m (v)               | 31e       | serie 2: 4de in 12,54 kwartfinale 2: 8ste in 12,60 |
| Françoise M'Pika                                                     | 200m (v)               | 27e       | serie 6: 6de in 25,05 kwartfinale 1: 7de in 24,97  |

### Judo
| Olympiër        | Discipline                   | Resultaat | Prestatie                                                                                  |
| --------------- | ---------------------------- | --------- | ------------------------------------------------------------------------------------------ |
| Bienvenu Mbida  | halflichtgewicht (tot 65kg)  | 14e       | Eerste ronde: Bye Tweede ronde: W van DOM Chalas (walkover) Derde ronde: V van ROU Niculae |
| Christophe Wogo | halfmiddengewicht (tot 78kg) | 20e       | Eerste ronde: Bye Tweede ronde: V van PUR Bonnet                                           |
| Seraphin Okuaka | middengewicht (tot 86kg)     | 18e       | Eerste ronde: V van TPE Shou-chung                                                         |

Algerije · Amerikaanse Maagdeneilanden · Andorra · Antigua en Barbuda · Argentinië · Australië · Bahama’s · Bahrein · Bangladesh · Barbados · België · Belize · Benin · Bermuda · Bhutan · Birma · Bolivia · Bondsrepubliek Duitsland · Botswana · Brazilië · Britse Maagdeneilanden · Canada · Centraal-Afrikaanse Republiek · Chili · China · Chinees Taipei · Colombia · Congo-Brazzaville · Costa Rica · Cyprus · Denemarken · Djibouti · Dominicaanse Republiek · Ecuador · Egypte · El Salvador · Equatoriaal-Guinea · Fiji · Filipijnen · Finland · Frankrijk · Gabon · Gambia · Ghana · Grenada · Griekenland · Groot-Brittannië · Guatemala · Guinee · Guyana · Haïti · Honduras · Hongkong · Ierland · IJsland · India · Indonesië · Irak · Israël · Italië · Ivoorkust · Jamaica · Japan · Joegoslavië · Jordanië · Kaaimaneilanden · Kameroen · Kenia · Koeweit · Lesotho · Libanon · Liberia · Liechtenstein · Luxemburg · Madagaskar · Malawi · Maleisië · Mali · Malta · Marokko · Mauritanië · Mauritius · Mexico · Monaco · Mozambique · Nederland · Nederlandse Antillen · Nepal · Nicaragua · Nieuw-Zeeland · Niger · Nigeria · Noord-Jemen · Noorwegen · Oeganda · Oman · Oostenrijk · Pakistan · Panama · Papoea-Nieuw-Guinea · Paraguay · Peru · Portugal · Puerto Rico · Qatar · Roemenië · Rwanda · Salomonseilanden · Samoa · San Marino · Saoedi-Arabië · Senegal · Seychellen · Sierra Leone · Singapore · Soedan · Somalië · Spanje · Sri Lanka · Suriname · Swaziland · Syrië · Tanzania · Thailand · Togo · Tonga · Trinidad en Tobago · Tsjaad · Tunesië · Turkije · Uruguay · Venezuela · Verenigde Arabische Emiraten · Verenigde Staten · Zaïre · Zambia · Zimbabwe · Zuid-Korea · Zweden · Zwitserland